# Ricardo di Lazzaro Filho
Ricardo di Lazzaro Filho é um médico e empreendedor brasileiro, fundador da Genera, empresa especializada em exames de DNA e testes de ancestralidade.

## Trajetória
Formado em farmácia bioquímica pela FCF-USP  e em medicina pela FMUSP,  Ricardo co-fundou a Genera em 2010 junto com André Chinchio. Em 2016 a empresa foi apoiada pelo programa de Pesquisa Inovativa em Pequenas Empresas (PIPE) da FAPESP, tendo Ricardo como pesquisador responsável.  Em 2019, a empresa foi adquirida pelo grupo DASA. Até outubro de 2021, a empresa havia feito mais de 200 mil testes.
Ricardo é mestre em Aconselhamento Genético e Genômica Humana pela USP, tendo defendido a dissertação  intitulada "Estudo genético-clínico de pacientes com síndromes progeróides" em 2017. Além disso, é investidor anjo em startups de diversos ramos, como a startup de ensino de programação Labenu_.

## Prêmios
Ricardo foi finalista do Prêmio Jovens Inspiradores em 2013  e premiado na lista dos Latin American Innovators Under 35 da revista MIT Technology Review em 2020. 

## Mídia
Antes de adquirir notoriedade pela sua atividade profissional, Ricardo destacou-se na mídia brasileira por ter a maior coleção de camisinhas do país, contando, em 2011, com 449 tipos de preservativos diferentes.